# قريوطة
قريوطة أو نخيل ذيل السمكة (الاسم العلمي: Caryota) هو جنس نباتي يتبع فصيلة الفوفلية من رتبة الفوفليات.